# Priolo
O priolo (Pyrrhula murina) é uma espécie de pássaro ameaçado de extinção da família dos fringilídeos. É endémico da parte leste da Ilha de São Miguel, no arquipélago dos Açores da Macaronésia. Os últimos censos estimam que existem entre 700 e 1900 indivíduos vivos.

## Descrição
O priolo era até há pouco considerado uma subespécie do dom-fafe (Pyrrhula pyrrhula), mas foram separados como duas espécies distintas em 1993. No entanto, a separação não é consensual, havendo ainda alguns autores que não reconhecem esta classificação.
Este passeriforme, que atinge um comprimento de 16 a 17 cm, tem o bico negro e forte, o corpo de cor cinza e a cauda preta. Nos juvenis, a cabeça é castanha. É facilmente reconhecido à distância pelo seu cantar característico, curto, flautado e melancólico, bastante distintivo.
Os dois sexos são idênticos. No verão, o priolo alimenta-se essencialmente em zonas abertas e no inverno permanece na floresta nativa de altitude, sendo muito dependente da floresta laurissilva típica da Macaronésia. Reproduz-se na floresta laurissilva, entre junho e o final de agosto.
O priolo é uma espécie de ave endémica da ilha de São Miguel, mais especificamente da zona montanhosa localizada a leste desta ilha, que abrange os concelhos do Nordeste e da Povoação. Vive predominantemente na Serra da Tronqueira e no Pico da Vara, na parte leste da ilha de São Miguel. Alimenta-se basicamente da flora (flores) da floresta laurissilva.
Um dos grandes motivos da sua quase extinção foi, além da destruição do habitat natural, a perseguição que lhe foi movida no século XIX durante o ciclo da laranja, justamente pela grande destruição que fazia nas flores das laranjeiras.
A população, até há pouco tempo estimada em cerca de 775 indivíduos, estava limitada a bolsas de vegetação nativa remanescentes.
Trata-se do passeriforme mais ameaçado de extinção em toda a Europa. Contudo, a 26 de maio de 2010, a UICN retirou-o da lista de espécies em perigo (EN), sendo o priolo considerado agora uma espécie vulnerável (VU).
Atualmente, estima-se que existam mais de 1000 indivíduos. Este aumento da população deveu-se sobretudo a um esforço continuado do projeto LIFE-Priolo (2003 a 2008), coordenado pela Sociedade Portuguesa para o Estudo das Aves (SPEA) em conjunto com o Governo Regional dos Açores e a RSPB (Royal Society for the Protection of Birds, uma sociedade britânica de proteção das aves), que teve como principal objetivo reconstituir a vegetação endémica da região, da qual o priolo se alimenta.
Para proceder ao controlo, à investigação, ao ensino, à interpretação e também ao fomento da interação entre o homem e o habitat do priolo de forma harmoniosa, foi criado o Centro Ambiental do Priolo, no Parque Florestal Cancela do Cinzeiro, pela Sociedade Portuguesa para o Estudo das Aves, em parceria com a Secretaria Regional do Ambiento e do Mar e a Direcção Regional de Recursos Florestais, no âmbito do projeto Life-Priolo.